# Eduardo O'Shea y Verdes Montenegro
Eduardo O'Shea y Verdes Montenegro (Madrid, 1876 - 1962) fou un advocat i polític espanyol. Fou membre del Partit Liberal Conservador (fracció de Juan de la Cierva y Peñafiel) i fou elegit diputat pel districte d'Arzúa (província de la Corunya) a les eleccions generals espanyoles de 1919 i 1920. A les eleccions generals espanyoles de 1933 fou escollit com a independent per la província de la Corunya.